# Andrés Sánchez (futbolista nacido en 1997)
Andrés Eduardo Sánchez Rodríguez (Ciudad Juárez, Chihuahua, 3 de octubre de 1997) es un futbolista mexicano que se desempeña como portero en el Atletico de San Luis de la Primera División de México.Siendo de los futbolistas mejor pagados de la Liga

## Trayectoria

### Tepatitlán Fútbol Club
Sánchez jugó su primer juego, en la Liga de Expansión MX, el miércoles 9 de septiembre de 2020, enfrentando a los Correcaminos de la UAT. En 2021, obtuvo los títulos de Liga y Campeón de Campeones con el Tepa, siendo el arquero titular.

### Club Atlético de San Luis
Llegó al Club Atlético de San Luis para el Apertura 2021. En febrero de 2023, extendió su contrato hasta el año 2026.

## Palmarés

### Títulos nacionales
| Título               | Club       | País   | Año  |
| -------------------- | ---------- | ------ | ---- |
| Campeonato de Liga   | Tepatitlán | México | 2021 |
| Campeón de Campeones | Tepatitlán | México | 2021 |